# Ceromitia wahlbergi
Ceromitia wahlbergi là một loài bướm đêm thuộc họ Adelidae. Loài này có ở Nam Phi.